# David Cubillas Peña
David Cubillas Peña (Castellón de La Plana, 19 de junio de 1990), más conocido como Cubillas, o Cubigol, es un futbolista español. Juega como delantero y su actual equipo es el Tarazona de la Primera RFEF de España.

## Trayectoria
Formado en las categorías inferiores del Villarreal CF. El delantero que destaca por su gran envergadura, jugó en el Benidorm y en los filiales del Deportivo de la Coruña y RCD Espanyol. Su gran acierto de cara a puerta, le hacen destacar en las filas del Huracán de Valencia para volver al filial de Villarreal CF.
En verano de 2015, el delantero regresa al Huracán tras dos temporadas en las que militó en el filial del Villarreal para ser uno de los referentes en el frente de ataque del entrenador Toni Seligrat. Tras su estancia en la cantera del Villarreal, el ariete nacido en Castellón vuelve con la intención de obtener el ansiado ascenso a Segunda División que se volvió a escapar la temporada 2014-2015 en la última eliminatoria ante el Huesca.
En el mercado de invierno de la temporada 2015-2016 decide fichar por la UD Melilla para lo que resta de temporada y una más. Cubillas llega procedente del Huracán Valencia, equipo del Grupo III de la Segunda División B que fue excluido de la competición por la Federación Española de Fútbol.
En verano de 2017, David Cubillas vuelve para ayudar al equipo de su ciudad, jugará la temporada 2017/18 en el CD Castellón, club que milita en la Tercera División.
Este verano de 2023 David ficha por la SD.Tarazona

## Clubes
| Club                                 | País   | Temporada | Categoría                                                                        |
| ------------------------------------ | ------ | --------- | -------------------------------------------------------------------------------- |
| Villarreal CF C                      | España | 2010–2011 | Tercera División de España                                                       |
| Benidorm CD                          | España | 2011–2012 | Segunda B                                                                        |
| Real Club Deportivo de La Coruña "B" | España | 2012–2013 | Segunda B                                                                        |
| RCD Espanyol B                       | España | 2013      | Segunda B                                                                        |
| Huracán Valencia CF                  | España | 2013-2014 | Segunda B                                                                        |
| Villarreal CF B                      | España | 2014-2015 | Segunda División                                                                 |
| Huracán Valencia CF                  | España | 2015      | Segunda B                                                                        |
| UD Melilla                           | España | 2016-2017 | Segunda B                                                                        |
| CD Castellón                         | España | 2017-2023 | Tercera División, Segunda División B y Segunda División de España y Primera RFEF |
| SD Tarazona                          | España | 2023-Act. | Primera RFEF                                                                     |